# One of the Boys (album de Katy Perry)
Pour les articles homonymes, voir One of the Boys.
Albums de Katy Perry
Katy Hudson
(2001) Teenage Dream
(2010)
Singles
1. Ur So Gay
Sortie : 3 avril 2008
2. I Kissed a Girl
Sortie : 28 avril 2008
3. Hot n Cold
Sortie : 9 septembre 2008
4. Thinking of You
Sortie : 12 janvier 2009
5. Waking Up in Vegas
Sortie : 21 avril 2009

One of the Boys est le deuxième album studio de la chanteuse américaine Katy Perry et ses débuts dans une major.
Il s'est vendu à plus de 5 millions d'exemplaires dans le monde et a été nommé pour deux Grammy Awards en 2009 et 2010. C’est le 5e album féminin le plus vendu de 2008.

## Genèse de l'album
Katy Perry a déclaré qu'elle travaillait sur cet album depuis qu'elle avait 19 ans. Pendant ce temps, elle avait « écrit entre 65 et 70. ». Katy Perry a collaboré avec les producteurs Greg Wells, Dr. Luke, Dave Stewart, Max Martin, entre autres, sur l'album Katy a coécrit toutes les chansons sur l'album ainsi que trois dont l'écriture des chansons était faite par elle-même.

## Caractéristiques de l'album

### Genres
L'album est orienté pop rock power pop pop punk avec des tempos plus lente proche de la pop de la dance du soft rock et de la balade.

### Styles, thèmes et influences
Quand on parle des chansons de l'album, Katy dit qu'elle a sorti Ur So Gay comme introduction à l'album. Dans l'album, elle dit que les paroles sont importantes pour elle et « il y aura beaucoup d'histoires, certaines chansons sont destinées à vous faire pleurer, mais il en existe d'autres pour vous faire danser et chanter. ».

### Pochette et artwork
Sur la pochette, on voit Katy Perry, allongée sur un transat. Elle porte un grand chapeau bleu. Au-dessus d'elle, on voit écrit "Katy Perry" en rose et derrière elle, il y a une barrière de jardin.

## Promotion

### Singles
- Ur So Gay (single promotionnel)
- I Kissed a Girl devient son 1er extrait de l'album. Le single devient son 1er single à se classer au Billboard Hot 100, en atteignant la 1ère place et y restant pendant 7 semaines. Le single aura également le même succès dans le reste du monde.
- Hot n Cold sera le 2e extrait de l'album. Le single atteint la 3e position du Billboard Hot 100 et aura un succès similaire dans le reste du monde, se classant au top 10 au Canada, Australie, Nouvelle-zélande, Royaume-Uni, etc.
- Thinking of You est le 3e extrait de l'album. Le single n'aura qu'un succès modéré, se classant au top 40 au Canada et en Australie ainsi qu'en atteignant la 29e place du Billboard Hot 100.
- Waking Up in Vegas est le dernier extrait extrait de l'album. Le single rencontre un succès commercial atteignant la 2e position au Canada et la 9e place du Billboard Hot 100. Le single rencontre un succès similaire dans le reste du monde.

### Tournée
La première tournée mondiale de Katy Perry s'intitule Hello Katy Tour. Elle a débuté en janvier 2009 aux États-Unis, afin de présenter au public les pistes de l'album.

## Réception

### Critique
One of the Boys a reçu des critiques mitigées. Sur Metacritic, qui attribue une note normalisée sur 100 aux critiques grand public, l'album a reçu une note de 47, indiquant des « critiques mitigées ou moyennes ». Kerri Mason de Billboard a donné une critique très positive à l'album, qui l'a trouvé « rempli de tubes potentiels ». Blender a fait valoir que « les punchlines créatives de Perry ne justifient pas toujours son ton drag-queen auto-congratulant. Mais elle a des hoquets assez bizarres, et une myriade de producteurs de renom (de Dr. Luke à Glen Ballard) maintiennent les refrains synthétisés new wave en haleine ». Stephen Thomas Erlewine d'AllMusic a initialement attribué deux étoiles sur cinq à l'album, remarquant qu'il « sombre dans des profondeurs grossières et lâches qui font de One of the Boys un emblème grotesque de tous les excès misérables de cette décennie » ; cependant, la note a finalement été relevée à 3,5 sur 5. Uncut a écrit que « Gwen Stefani devrait être nerveuse », tandis que Sal Cinquemani de Slant Magazine a critiqué les performances vocales de Perry et a comparé le morceau titre à « No Doubt's ». « Just a Girl » sans personnalité ni conviction,. Alex Miller de NME a découragé les consommateurs de musique ayant « même un intérêt passager à apprécier réellement un disque » de l'acheter.
Robert Christgau a donné à l'album une mention honorable de deux étoiles dans sa critique du Consumer Guide, citant « I Kissed a Girl » et « One of the Boys » comme points forts tout en écrivant : « Elle a arrêté de scotcher ses « sucettes », et embrasser sa petite amie n'était qu'une expérience, mais en claironnant sa vulnérabilité, elle est aussi bruyante et virile qu'un fan de hockey ».

### Commerciale
| Publication | Distinction                                                       | Classement | Réf.   |
| ----------- | ----------------------------------------------------------------- | ---------- | ------ |
| Blender     | Top 33 des albums de 2008                                         | 19         | [ 23 ] |
| Complex     | Les 50 meilleures pochettes d'album pop des cinq dernières années | 16         | [ 24 ] |

## Liste des pistes
| No  | Titre                | Auteur                                           | Producteur(s)                      | Durée |
| --- | -------------------- | ------------------------------------------------ | ---------------------------------- | ----- |
| 1.  | One of the Boys      | Katy Perry                                       | Butch Walker                       | 4:09  |
| 2.  | I Kissed a Girl      | Perry, Lukasz Gottwald, Max Martin, Cathy Dennis | Dr. Luke                           | 3:01  |
| 3.  | Waking Up in Vegas   | Perry, Desmond Child, Andreas Carlsson           | Greg Wells, Katy Perry, Moe Faisal | 3:24  |
| 4.  | Thinking of You      | Perry                                            | Butch Walker                       | 4:09  |
| 5.  | Mannequin            | Perry                                            | Greg Wells                         | 3:19  |
| 6.  | Ur So Gay            | Perry, Greg Wells                                | Greg Wells                         | 3:39  |
| 7.  | Hot n Cold           | Perry, Gottwald, Martin                          | Dr. Luke                           | 3:42  |
| 8.  | If You Can Afford Me | Perry, Dave Katz, Sam Hollander                  | S*A*M & SLUGGO                     | 3:21  |
| 9.  | Lost                 | Perry, Ted Bruner                                | Ted Bruner                         | 4:18  |
| 10. | Self Inflicted       | Perry, Scott Cutler, Anne Preven                 | Scott Cutler, Anne Preven          | 3:27  |
| 11. | I'm Still Breathing  | Perry, David Stewart, Matthew Thiessen           | Dave Stewart                       | 3:48  |
| 12. | Fingerprints         | Perry, Wells                                     | Greg Wells                         | 3:44  |

| 13. | Hot n Cold (Manhattan Clique Remix Radio Edit) |  | 3:52 |
| 14. | I Kissed a Girl (Morgan Page Remix - Main)     |  | 4:03 |
| 15. | I Kissed a Girl (music video)                  |  |      |
| 16. | Hot n Cold (music video)                       |  |      |
| 17. | Thinking of You (music video)                  |  |      |

| 13. | I Think I'm Ready | Katy Perry, Ted Bruner | 2:37 |

| 13. | A Cup of Coffee | Katy Perry, Glen Ballard, Matt Thiessen | 4:14 |

| 13. | I Kissed a Girl (Rock Mix) | 3:01 |
| 14. | I Kissed a Girl (video)    |      |

| 13. | Hot n Cold (Manhattan Clique Remix) |  |  |
| 14. | I Kissed a Girl (Morgan Page Remix) |  |  |

| 1. | Electric Feel                                   | 3:30 |
| 2. | Black And Gold                                  | 3:26 |
| 3. | I Think I'm Ready                               | 4:51 |
| 4. | Thinking of You (Acoustic Version)              | 2:37 |
| 5. | Waking Up in Vegas (Calvin Harris Remix Edit)   | 3:43 |
| 6. | I Kissed a Girl (Dr. Luke & Benny Blanco Remix) | 3:29 |
| 7. | Hot n Cold (Bimbo Jones Remix Radio Edit)       | 3:50 |
| 8. | Ur So Gay (DJ Skeet Skeet & Cory Enemy Remix)   | 4:00 |

## Classements hebdomadaires
| Classement (2008-2009)                | Meilleure position |
| ------------------------------------- | ------------------ |
| Australie (ARIA)                      | 11                 |
| Autriche (Ö3 Austria Top 40)          | 6                  |
| Belgique (Flandre Ultratop)           | 24                 |
| Belgique (Wallonie Ultratop)          | 23                 |
| Canada (Canadian Albums)              | 6                  |
| Écosse (OCC)                          | 12                 |
| République tchèque (ČNS IFPI)         | 33                 |
| Danemark (Tracklisten)                | 4                  |
| Pays-Bas (Mega Album Top 100)         | 32                 |
| Europe (European Top 100 Albums (en)) | 10                 |
| Finlande (Suomen virallinen lista)    | 13                 |
| France (SNEP)                         | 10                 |
| Grèce (IFPI International Charts)     | 2                  |
| Grèce (Albums Chart)                  | 11                 |
| Allemagne (GfK Entertainment)         | 7                  |
| Hongrie (Mahasz)                      | 37                 |
| Irlande (IRMA)                        | 10                 |
| Italie (FIMI)                         | 23                 |
| Mexique (AMPROFON)                    | 9                  |
| Nouvelle-Zélande (RIANZ)              | 17                 |
| Norvège (VG-lista)                    | 7                  |
| Pologne (OLiS)                        | 7                  |
| Portugal (AFP)                        | 18                 |
| Espagne (Promusicae)                  | 51                 |
| Suède (Sverigetopplistan)             | 19                 |
| Suisse (Schweizer Hitparade)          | 6                  |
| Royaume-Uni (UK Albums Chart)         | 11                 |
| États-Unis (Billboard 200)            | 9                  |
| États-Unis (Top Rock Albums)          | 3                  |

## Certifications
| Pays              | Certification | Unités certifiées |
| ----------------- | ------------- | ----------------- |
| États-Unis (RIAA) | 3 × Platine   | 3 000 000         |
| France (SNEP)     | Or            | 75 000            |

## Dates de sorties
| Region      | Date              |
| ----------- | ----------------- |
| États-Unis  | 17 juin 2008      |
| Canada      | 17 juin 2008      |
| Australie   | 2 août 2008       |
| Mexique     | 18 août 2008      |
| Europe      | 12 septembre 2008 |
| Royaume-Uni | 22 septembre 2008 |
| Chili       | 22 septembre 2008 |
| Argentine   | 23 septembre 2008 |
| Brésil      | 29 septembre 2008 |